# Brännfallet
Brännfallet är en liten by i nordligaste Hedesunda socken, Gävle kommun. Områdesnamnet för trakten där Brännfallet finns är Bodarna. Grannby är Rolandsbo. Byn är dokumenterad från omkring år 1630.